# Santon Downham
Santon Downham – wieś w Anglii, w hrabstwie Suffolk, w dystrykcie West Suffolk. Leży 56 km na północny zachód od miasta Ipswich i 119 km na północny wschód od Londynu. Miejscowość liczy 240 mieszkańców.